# سيناف رونغسي
سيناف رونغسي (الاسم العلمي: Synaphe rungsi) هو نوع من العثة من فصيلة الناريات. وصفها دانيال لوكاس في عام 1937. توجد في المغرب.